# Schlacht um die Palau-Inseln
Die Schlacht um die Palau-Inseln (Codename: Operation Stalemate II) war eine Schlacht des Pazifikkriegs, die von September bis November 1944 zwischen US-amerikanischen und japanischen Truppen um die südlichen Palauinseln ausgetragen wurde. Mit der Schlacht sollten die Operationen zur Rückeroberung der Philippinen vorbereiten und unterstützen, die im Oktober 1944 mit der Schlacht um Leyte begannen.

## Hintergrund
Der ursprüngliche Auftrag zur Planung einer Operation gegen die Palauinseln unter dem Namen Operation Stalemate erging am 29. Mai 1944 durch Admiral Chester W. Nimitz, Oberbefehlshaber der Pacific Ocean Areas (POA). Diese sollte nach Beendigung der Schlacht um die Marianen-Inseln (Operation Forager) stattfinden und Anfang September 1944 beginnen. Die Palauinseln hatten eine strategische Bedeutung als „Vorposten“ der Verteidigung der Philippinen, gelegen etwas nördlich der Verbindungslinie zwischen diesen und Neuguinea. Ferner lagen sie auch in Flugreichweite des Ulithi-Atolls, das nach seiner Eroberung im September 1944 zu einem wichtigen Ankerplatz der US-Flotte wurde. Dazwischen lagen die Yap-Inseln, welche die Japaner bis Kriegsende besetzt hielten. Die Palaus lagen zwar im geografischen Zuständigkeitsbereich des CinCPOA Admiral Nimitz, der Erfolg der Operation war jedoch auch für die von General Douglas MacArthur, dem Oberbefehlshaber im South West Pacific Area (SWPA), geplante Rückeroberung der Philippinen von hoher Bedeutung.
Vorgesehen war in den ursprünglichen Plänen die Inbesitznahme der Hauptinsel Babelthuap sowie der kleineren südlich gelegenen Inseln Peleliu und Angaur. Eine vorherige Aufklärung durch Flugzeuge und U-Boote stellte jedoch japanische Kräfte in erheblicher Stärke auf Babelthuap fest, das zudem nicht zur Anlage von Flugplätzen geeignet war. Auf Peleliu hingegen befand sich schon ein fertiger Flugplatz und auf Angaur konnte in kurzer Zeit ein weiterer errichtet werden.
Bei der Eroberung von Saipan im Juni 1944 fielen den Amerikanern dann Dokumente in die Hände, die eine genaue Einschätzung der Verteilung der auf den Palauinseln stationierten japanischen Truppen zuließen. Nimitz ordnete daraufhin die Einstellung der Planungen gegen Babelthuap und die Weiterführung der übrigen Planungen unter dem Namen Stalemate II an. In der zweiten Phase von Stalemate II sollten demnach Anfang Oktober die etwa 245 Seemeilen (450 km) nordöstlich gelegenen Yap-Inseln und das noch einmal 100 Seemeilen weiter entfernte Ulithi-Atoll besetzt werden. Die Pläne gegen Yap, wo bis zu 10.000 Japaner vermutet wurden, wurden später wieder fallengelassen, die gegen Ulithi jedoch beibehalten.

## Verlauf
Die beteiligten Landstreitkräfte der USA waren dem III. Amphibischen Korps von USMC-Major General Roy S. Geiger unterstellt und umfassten die 1. Marineinfanteriedivision und die 81. Infanteriedivision. Die Leitung der Gesamtoperation lag bei Vice Admiral Theodore S. Wilkinson als Befehlshaber der Joint Expeditionary Task Force (Task Force 31), die Teil der 3. Flotte unter Admiral William F. Halsey war. Die Palauinseln wurden von der japanischen 14. Division unter dem Befehl von Generalleutnant Inoue Sadae verteidigt.
Im Verlauf der Operation fanden folgende Schlachten statt:
- Schlacht um Peleliu: 1. Marineinfanteriedivision, später auch 81. Division (15. September – 25. November 1944)
- Schlacht um Angaur: 81. Division (17. – 30. September 1944)

In Verbindung mit der Operation wurde ferner durch ein Regiment der 81. Division Ende September das Ulithi-Atoll kampflos besetzt, das im weiteren Kriegsverlauf als einer der wichtigsten Flottenstützpunkte der US Navy diente.